# 尼文真小鯉
尼文真小鯉（學名：Cyprinella nivea）為輻鰭魚綱鯉形目雅羅魚科真小鯉屬的其中一種，分布於北美洲美國北卡羅萊納州的纽斯河到喬治亞州的賽凡那河流域，體長可達8.5公分，棲息在岩石底質的急流小溪，生活習性不明。

## 扩展阅读
維基物種上的相關：尼文真小鯉